# Bruno Gironcoli
Bruno Gironcoli est un sculpteur autrichien  né à Villach, Carinthie (Autriche), le 27 septembre 1936, décédé le 19 février 2010 à Vienne, sa ville de résidence.